# Josep Bernat
Josep Bernat «alias Po de Nazaret» (s.XVIII) fou un prevere i compositor català del segle xviii. Va ser mestre de capella de la Catedral de Vic de 1735 a 1753, com successor de Joan Serra. L'any 1733 oposita juntament amb Emmanuel Gònima (1712-1792) per a la plaça de mestre de capella de la Catedral de Vic. El 19 d'agost de 1733 el Capitol de Vic, després d'estudiar els informes de Barcelona sobre l'habitat, l'aplicació, l'edat, l'estatura i els bons costums dels candidats, resol escollir a Bernat.
A la biblioteca de la catedral es conservaven unes obres seves fins que el fons musical va ser destruït durant la revolta de 1936. Se'n conserven les següents obres religioses:
- Quem vidistis pastores, ViII, 8V, E: Bcm; "Miserere", 6V, E:Bcm
- Torno a 4 al Santísimo Sacramento,E: TAC
- Aplaudid mortales, 4V, bc; E:T Ac.[6]

Al Catàleg Pedrel a la Biblioteca Central de Barcelona, on igualment es conserva el corresponent «quadern» de les oposicions de Lleida, any 1738, i que conté el «Salm» a 11 veus: «Exaudi Deus orationem».